# باسل الأعرج
باسل الأعرج (1984-2017) ويُعرَف بـ المثقف المشتبك هو مقاوم وناشط فلسطيني، ولد في قرية الولجة في بيت لحم جنوبي الضفة الغربية، درس المرحلة الأساسية في مدرسة قرية الولجة، والثانوية في مدرسة ذكور بيت لحم الثانوية، وحصل منها على الثانوية العامة عام 2002، ونال درجة البكالوريوس في الصيدلة من جامعة 6 أكتوبر في مصر عام 2007. عمل صيدليّا في مخيم شعفاط من 2009 حتى 2011، وباحثا مع فريق المتحف الفلسطيني في بلدة بيرزيت عام 2014. اشتهر باسل بالكتابة والتنظير للثورة والمقاومة، إلى أن اغتالته قواتُ الاحتلال الإسرائيلي في السادس من آذار/ مارس عام 2017، وسلَّم جثمانه لذويه بعد اثني عشر يومًا من الاحتجاز. دُفن باسل في قريته في السابع عشر من آذار/ مارس عام 2017.

## حياته
ولد باسل محمود إبراهيم الأعرج في قرية الولجة في محافظة بيت لحم في السابع والعشرين من كانون الثاني/ يناير عام 1984. درس المرحلة الأساسية في مدرسة قرية الولجة، والثانوية في مدرسة ذكور بيت لحم الثانوية، وحصل منها على الثانوية العامة عام 2002، ونال درجة البكالوريوس في الصيدلة من جامعة 6 أكتوبر في مصر عام 2007. عمل صيدليّا في مخيم شعفاط بين عامي (2009-2011)، وباحثا مع فريق المتحف الفلسطيني في بلدة بيرزيت عام 2014.
نشط الأعرج في حقل المقاومة الثقافية، فشارك مطلع 2011 في مشروع للتجوال للتعرف على أرض فلسطين، وتوثيق تجارب المقاومة الفلسطينية منذ ثلاثينيات القرن الماضي، وكان من الكادر الأساسي في مشروع الجامعة الشعبية المجانية المعروفة باسم دائرة سليمان الحلبي للدراسات الاستعمارية والتحرر المعرفي، وكان أحد محاضريها، حيث قدَّم مساق تاريخ المقاومة في فلسطين، وهو من مؤسسي موقع باب الواد الإلكتروني.
لم يتوقف عند حدود المقاومة الثقافية، فمارس أشكال الكفاح المتاحة من المسيرة، والمظاهرة، والاعتصام، والعمل التطوعي، وانخرط في حراكٍ شبابيٍ شعبيٍ ضد الاحتلال وممارساته، وشارك في المظاهرات ضد مشاريع الاستيطان، مثل المظاهرات في قرية الولجة ضد الاستيطان والجدار، والمظاهرات ضد مشروع برافر Prawer plan  الاستيطاني في النقب عام 2013، كما اعتاد المشاركة في مسيرات تشييع الشهداء في مدن الضفة الغربية وبلداتها وقراها ومخيماتها، وشارك في الحراك ضد الانقسام في مدينة رام الله عام 2011، ومسيرات العودة في ذكرى النكبة. كتب الأعرج عددا من المقالات والدراسات، وألقى سلسلة من المحاضرات، وعقد مجموعة من اللقاءات الثقافية، وكان يحلُّ ضيفا على عدد من الفضائيات والمحطات الإذاعية في مناسبات مختلفة، وقد جُمعت أدبياته في كتاب بعنوان “وجدتُ أجوبتي، هكذا تكلم الشهيد باسل الأعرج”

## اعتقاله
عانى الأعرج أثناء مسيرته النضالية وتعرض للإعتقال من قبل قوات الاحتلال عام 2011، وتعرض للضرب وكُسرت في صدره ثلاثة أضلاع، واعتقل مع خمسة من رفاقه في نيسان عام 2016، وخاض مع أصدقائه الخمسة إضرابا عن الطعام للمطالبة بإطلاق سراحهم، وتم إطلاق سراحهم من سجن بيتونيا في الثامن من سبتمبر عام 2016، وقد أعاد الاحتلال اعتقال مجموعته بينما استمرت في مطاردته لستة أشهر، واقتحم الاحتلال منزله عدة مرات، وهدَّد عائلته لإجباره على تسليم نفسه إلا أنه لم يفعل.

## استشهاده
بعد العديد من التهديدات لعائلة الأعرج ليقوم بتسليم نفسه، حاصرته قوات الاحتلال فجراً في منزل بمحيط مخيّم قدورة واشتبك معهم لساعتين وأطلقوا على المنزل قذيفة من نوع أنيرجا أدت إلى تدمير أجزاء من المنزل، واقتحموا المنزل ليطلقوا عليه وابلاً من الرصاص عن قرب.
رفض الاحتلال بعدها تسليم جثمان الشهيد، وفرض الاحتلال شروطًا على العائلة، كدفنه خارج بلدته أو تسليمه في ساعات الليل، إلا أن العائلة أصرت على رفض شروط الاحتلال لتسليم الجثمان، وشيع المئات مساء اليوم الجمعة جثمان الشهيد باسل الأعرج في مقبرة قرية الولجة، وذلك بعد عشرة أيام من احتجاز الجثمان في ثلاجات الاحتلال.

## وصيته
وجاء في وصية الشهيد الأعرج:
"بسم الله الرحمن الرحيم
تحية العروبة والوطن والتحرير
أما بعد،
إن كنت تقرأ هذا فهذا يعني أني قد مِتُّ، وقد صعدت الروح إلى خالقها، وأدعو الله أن ألاقيه بقلبٍ سليم مقبل غير مدبر بإخلاص بلا ذرة رياء.
لكم من الصعب أن تكتب وصيتك، ومنذ سنين انقضت وأنا أتأمل كل وصايا الشهداء التي كتبوها، لطالما حيرتني تلك الوصايا، مختصرة سريعة مختزلة فاقدة للبلاغة ولا تشفي غليلنا في البحث عن أسئلة الشهادة، وأنا الآن أسير إلى حتفي راضيًا مقتنعًا وجدت أجوبتي، يا ويلي ما أحمقني وهل هناك أبلغ وأفصح من فعل الشهيد، وكان من المفروض أن أكتب هذا قبل شهورٍ طويلة إلا أن ما أقعدني عن هذا هو أن هذا سؤالكم أنتم الأحياء فلماذا أجيب أنا عنكم فلتبحثوا أنتم أما نحن أهل القبور فلا نبحث إلا عن رحمة الله".

## وصلات خارجية
- مجموعة تدوينات قام الشهيد باسل الاعرج بكتابتها نشرها على موقع شبكة قدس الاخبارية..
- مقاطع فيديو للشهيد باسل الاعرج خلال جولاته المختلفة للتعريف بمعالم فلسطين، موقع عربي21.